# Sara Poulsen
Sara Ekander Poulsen (født 2. januar 1984) er en dansk skuespiller  og instruktør, født og opvokset i København. Hun instruerer og lægger dansk stemme til danske dubbingproduktioner.
Hun er bl.a. kendt for at lægge stemme til Candace Flynn i Phineas og Ferb. Hun lægger også stemme til London Tipton, spillet af Brenda Song, i den danske version af Zack og Codys Søde Hotelliv. Hun bidrager med dubbinger til reklamer, tv-serier, og film på dansk.
Sara Poulsen lægger også stemme til Jade LaFountaine i Violetta, og (blandt flere stemmeskuespiller) til Fantus i de på DR Ramasjang populære børneserier Fantorangens verden (nb) og Minibørnene (nb), samt til Boots i Dora Udforskeren .

## Uddannelse
Hun er uddannet på Performing Arts School i Göteborg i 2007.

## Filmografi
| - Eva i WALL-E - Olivia i Lego Friends - Breez i Lego Hero Factory - Jinafire Long, Gigi Grant, Spectra Wondergeist og Draculaura i Monster High - Hulkende hulda i Harry Potter - Jade i Bratz – Ørkenens juveler - Jade i Bratz Kidz – Pyjamasparty med gys - Jade i Bratz Kidz Fefortællinger - Jade i Bratz redder alferne - Pokémon 2 - Kun én har styrken - Gretchen i Frikvarter - Kampen om Sommerferien - Lady og Vagabonden 2: Vaks på eventyr - Sara i Tad Stones - Den fortabte eventyrer - Tykke Helena i Kurt Blir Grusom - Zarafa i Zarafa - Mission: Red Julemanden - Lana i Det store nøddekup - Fantomdrengen - Bridget i Trolls | - Mandy i Totally Spies - Mandy i Grumme eventyr med Billy og Mandy - Candace Flynn i Phineas og Ferb - Vicky i De Fantastiske Fehoveder - Kai-Lan i Ni Hao Kai-Lan - Layla i Winx Club - Jade i Victorious - Gretchen i Frikvarter - Buena Pige i Mucha Lucha - Shadowcat i X-Men: Evolution - Div. roller i Krampetvillingerne - She-Hulk i Hulk and the Agents of S.M.A.S.H. - Pinkie Pie I My Little Pony: Friendship Is Magic - Hulkende Hulda i Harry Potter - London Tipton i Zack og Codys Søde Hotelliv - London Tipton i Det Søde Liv til Søs |